# Xerolirion divaricata
Xerolirion divaricata är en sparrisväxtart som beskrevs av Alexander Segger George. Xerolirion divaricata ingår i släktet Xerolirion och familjen sparrisväxter. Inga underarter finns listade i Catalogue of Life.